# Rukia Kuchiki
Kuchiki Rukia este un personaj fictiv din seria anime și manga Bleach realizată de Tite Kubo. În serie, Kuchiki este Shinigami responsabil pentru uciderea spiritelor rele cunoscute sub numele de Hollow. La început, după o scurtă întâlnire cu protagonistul seriei, Ichigo Kurosaki, care putea să vadă ființele supranaturale cum ar fi fantomele, ea este nevoită să-i dea puterile ei, în scopul de aș îndeplini îndatoririle sale ca Shinigami. Kuchiki a fost primul personaj al seriei creat de Kubo, designul său fiind cel în care a decis să-l utilizeze la toți ceilalți Shinigami.

## Creație și concepție
Bleach a fost primul concept din dorința lui Tite Kubo de a elabora un zeu al morții într-un kimono, care a constituit baza proiecției shinigamilor. Din acest motiv, Kuchiki a fost una dintre primele personaje ale seriei care a fost creată. Înainte de a decide ca fiecare Shinigami să aibă săbii, Kubo a crezut că toți ar trebui să folosească arme, în timp ce Rukia a folosit doar o coasă. Cu toate, acest lucru a fost schimbat când a creat kimonourile shinigamilor. Kubo, de asemenea a menționat că Rukia nu pare să fie un personaj principal al seriei, așa că l-a creat pe Ichigo Kurosaki ca protagonist. În designul inițial, Ichigo avea părul negru ca al lui Kuchiki, însă Kubo a trebuit să-i modifice aspectul lui Ichigo ca un contrast cu ea, oferindu-i lui Ichigo un păr oranj și cu marcă încruntată.
În ceea ce privește numele, Kubo a declarat că, deoarece Kuchiki "arată ca un shinigami", a vrut ca numele să sune ca unul care ar trebui să-l aibă un shinigami. Atunci când a decis numele ei de familie considerat cu ajutorul cuvântului "Kuchiru" (lit. "să putrezească"), pentru că ar suna ca un nume pe care l-ar avea un shinigami, și apoi a decis să pună "Kuchiki" (lit. "lemn putred"). El adaugă că a auzit o dată ceva ce sună ca "Kuchiki Rukia" la televizor, și i-a plăcut să-l folosească ca nume. Primul ei nume a fost conceput ca un rezultat al lui Kubo auzind numele latin pentru cosmos la televizor, iar mai târziu a decis că numele ei adevărat este potrivit, deoarece cuvântul latin din numele său este derivat însemnând "lumină" și Kubo o vede ca "o rază de lumină pentru Ichigo". Shonen Jump a cerut într-un interviu dacă Kubo a avut planuri să-i facă pe Ichigo și Rukia un cuplu, dar Kubo a ales să nu confirme sau să nege acest lucru. După proiectarea zanpakutō-ului lui Rukia, Kubo a menționat că i-a plăcut foarte mult și l-a făcut să fie cel mai frumos din serie.

## Aspect
Mică și slabă, Rukia are pielea deschisă la culoare și ochii violet. Părul ei este negru, cu un fir de păr care îi atârnă mereu între ochi. Byakuya a declarat că ea are o asemănare puternică cu sora ei mai mare, Hisana Kuchiki. Ca un Shinigami din Gotei 13, Rukia poartă standard un Shihakushō. 17 luni după înfrângerea lui Aizen, Rukia poartă părul tăiat  într-un stil bob care atârnă peste fața ei. Ea poartă tekkou (mănuși) cu degete albe, similare cu cele ale lui Byakuya, care se extind peste coate. Ca locotenent, ea poartă insigna Diviziei sale pe uniformă în jurul mânecii stângi, care a fost scurtată pentru a ajunge doar la brațul superior.

## Personalitate
Inițial născută într-o clasă inferioară, Rukia își păstrează modestia, chiar și ca un membru adoptat al nobilimii. Ea este grațioasă și "curată", dar alege să vorbească cu oamenii obișnuiți. Cu toate acestea, atitudinea ei rece și singuratică o forțează de multe ori să-și ascundă problemele personale, chiar și prieteniilor ei. Potrivit lui Ukitake, Rukia nu are inima deschisă la orice, și are dificultăți în aș face prieteni. Rukia nu prea are idei cu privire la modalitățile moderne din lumea umană. Ea este foarte bună la actorie, așa a acționat printr-o serie de situații dificile, cum ar fi scăparea problemelor cu profesorii de la școală, și ai convinge pe cei din familia Kurosaki să-i permită să stea la ei.
Rukia are mereu probleme în aș găsi haine care se potrivesc, mai ales când a locuit într-un Gigai (corp fals) în lumea umană, care a condus-o la a fura haine de la sora lui Ichigo, Yuzu. Îi place să se urce în locuri înalte. Rukia adoră lucrurile care sunt cu iepurii ca tematică sau orice este un iepure. Ea devine destul de sensibilă când cineva îi insultă obsesia pentru iepuri. Oamenii au adesea dificultăți în a înțelege desenele sale, care de obicei arată ca niște iepuri, și ei nu-i place când alți se plâng de calitatea lor. Alimentele preferate ale lui Rukia sunt castraveți, ouăle și găluștile de orez.

## Abilități
Ea are cel mai frumos Si unul dintre cele mai puternice zenpaku-to-uri, Sode no shirayuki (Prima zapada alba). Zenpakuto-ul ei are pana in acest moment 3 dansuri: 
Some no mai: Tsukishiro( Primul dans: Luna alba )
Un cerc de gheata apare pe pamant in jurul Rukiei, Care apoi ingeta totul de la pamant la cer.
Tsugi no mai: Hakuren( Urmatorul dans: Ropot alb )
Atinge cu sabia pamantul din fata sa de 4 ori, formand un semicerc. Din cele 4 locuri se ridica particule de gheata pana cand Rukia elibereaza inaintea sa oun imens val de gheata. 
San no mai:Shirafune( Al treilea dans: Sabie alba )
Acest atac functioneaza doar daca zenpakuto-ul este spart. Sabia se recompune din particule de gheata, pemetrand prin orice obiect in drumul ei.